# Hail the Sun
Hail the Sun ist eine US-amerikanische Band, die 2009 in Chico (Kalifornien) gegründet wurde und sich im Bereich des Post-Hardcore, Progressive Rock und Math-Rock bewegt. Die Band ist für ihre außergewöhnlichen Taktarten bekannt, zum Beispiel alternierend 10/4 und 11/4 im Song Testotyrannosaurus sowie 9/4 und 11/4 in Eight Ball, Coroner’s Pocket.

## Geschichte
Ihr erstes Album, POW! Right in the Kisser!, nahmen sie innerhalb von drei Monaten in Chico auf. Im Jahr 2014 unterschrieben sie bei Blue Swan Records, der Plattenfirma von Will Swan, dem Gitarristen von Dance Gavin Dance. Bei Blue Swan Records wurde das zweite Album der Band, Wake, veröffentlicht. Bei Equal Vision Records erschienen die weiteren Alben. Culture Scars aus dem Jahr 2016 platzierte sich in den Billboard Charts in den Kategorien New Artist, Top 200 Album, Indie Label und Rock.
Die Band tourte unter anderem mit Dance Gavin Dance, I the Mighty, Circa Survive und Silverstein.

## Diskografie

### Alben
- 2010: POW! Right in the Kisser!
- 2014: Wake (Blue Swan Records)
- 2016: Culture Scars (Equal Vision Records)
- 2018: Mental Knive (Equal Vision Records)
- 2021: New Age Filth (Equal Vision Records)
- 2023: Divine Inner Tension (Equal Vision Records)

### EPs
- 2012: Elephantitis
- 2017: Secret Wars (Equal Vision Records)